# Platyrrhinus albericoi
Platyrrhinus albericoi is een vleermuis uit het geslacht Platyrrhinus die voorkomt aan de oostkant van de Andes tussen Pichincha (Ecuador) en Cochabamba (Bolivia). Deze soort werd eerder tot P. vittatus gerekend, en dat is waarschijnlijk ook zijn nauwste verwant. Hij is genoemd naar Michael Alberico, die lang de Colombiaanse zoogdieren heeft bestudeerd.
P. albericoi is de grootste bekende Platyrrhinus-soort (voorarmlengte 62 tot 63 mm, gewicht 55 tot 68 gram). Op het gezicht zitten witte strepen. Op de punt van het uropatagium, de vlieghuid tussen de achterpoten, zit een dichte vlok haar. De totale lengte bedraagt 100 mm, de achtervoetlengte 15 tot 16 mm, de oorlengte 24 tot 25 mm. De rugvacht is donkerbruin, de buikvacht wat lichter.